# Lijst van programma's van Fox Kids en Jetix Nederland
Fox Kids, later onder de naam Jetix, heeft de volgende televisieprogramma's uitgezonden van 2 augustus 1997 tot en met 31 december 2009.

## Eigen producties

### 20th Century Fox
Attack of the Killer Tomatoes: The Animated Series, Zazoo U en Little Shop zijn ook gemaakt door 20th Century Fox voor de Amerikaanse Fox Kids in 1990 en 1991, maar werden niet uitgezonden in Nederland.
- Bobby's Wereld (Bobby's World, Nederlands gesproken)
- De Simpsons (Nederlands gesproken versie 2 afleveringen bij Jetix)
- Eek! The Cat (Nederlands ondertiteld en later Nederlands gesproken)
- Leven met Louie (Life with Louie, Nederlands ondertiteld en later Nederlands gesproken)
- Peter Pan & the Pirates (Nederlands gesproken)
- Piggsburg Pigs (Nederlands ondertiteld)
- The Terrible Thunderlizards (Nederlands ondertiteld en later Nederlands gesproken)
- The Tick (Nederlands ondertiteld)

### Jetix Animation Concepts
Ze werden allemaal uitgezonden met Nederlandse nasynchronisatie.
- A.T.O.M: Alpha Teens On Machines
- Get Ed
- Super Robot Monkey Team Hyperforce Go!
- Yin Yang Yo!
- W.I.T.C.H.

### Coproducties met Jetix Europe
Ze werden allemaal uitgezonden met Nederlandse nasynchronisatie. Combo Niños is nooit uitgezonden in Nederland, maar wel een coproductie met Jetix Europe.
- A Kind of Magic (coproductie met Disney Frankrijk)
- De Vijf (Famous 5: On the Case, coproductie met Disney UK)
- Gadget en de Gadgetini's (coproductie met Fox Kids Europe)
- Galactik Football
- Jimmy Two-Shoes
- Kid vs. Kat
- Monster Buster Club
- Oban Star-Racers
- Pucca
- Shuriken School
- Team Galaxy
- What's with Andy? (coproductie met Fox Kids Europe)

### Disney-programma's
Fox Kids werd in 2001 verkocht aan The Walt Disney Company. Sindsdien verschenen er gradueel meer Disney-programma's op het kanaal.

#### Animatieseries
Ze werden allemaal uitgezonden met Nederlandse nasynchronisatie.
- American Dragon: Jake Long
- De Legende van Tarzan
- De Vervangers
- Fillmore!
- Kim Possible
- Lilo & Stitch: The Series
- Phineas en Ferb
- Recess
- The Proud Family
- The Weekenders
- Timon en Pumbaa

#### Live-action
- Hannah Montana (eerst Nederlands gesproken, later Nederlands ondertiteld)
- Het Hotelleven van Zack en Cody (Nederlands gesproken)
- Lizzie McGuire (Nederlands ondertiteld)

### Saban Entertainment
Sinds 1996 horen de programma's van Saban Entertainment bij Fox Kids.
- Action Man 2000 (Nederlands gesproken)
- BeetleBorgs: Metallix (Nederlands ondertiteld)
- Big Bad BeetleBorgs (Nederlands ondertiteld)
- Bit the Cupid (Nederlands ondertiteld)
- Bob in a Bottle (The Genie Family) (Nederlands ondertiteld)
- Brave Hond (Nederlands gesproken)
- Breaker High (buitenlands drama, Nederlands ondertiteld)
- Camp Candy (Nederlands ondertiteld)
- Creepy Crawlers (Nederlands ondertiteld)
- Diabolik (Nederlands ondertiteld)
- Digimon - Jaar 1 (Nederlands gesproken)
- Digimon - Jaar 2 (Nederlands gesproken)
- DinoZaurs (Nederlands ondertiteld)
- Eagle Riders (Nederlands ondertiteld)
- Flint the Time Detective (Nederlands gesproken)
- De Geheime Dossiers van de SpyDogs (Nederlands gesproken)
- Honingbij Hutch (Nederlands gesproken)
- Iznogoud (Nederlands ondertiteld en later Nederlands gesproken)
- Jayce and the Wheeled Warriors (Nederlands ondertiteld)
- Jim Button (Nederlands gesproken)
- The Kids From Room 402 (Nederlands gesproken)
- Kippenvel (buitenlandse drama, Nederlands ondertiteld)
- Little Mouse on the Praire (Nederlands ondertiteld)
- Macron 1 (Nederlands ondertiteld)
- Mad Jack the Pirate (Nederlands ondertiteld en later Nederlands gesproken)
- Masked Rider (buitenlandse drama, Nederlands ondertiteld)
- Monster Farm (Nederlands ondertiteld)
- Mon Colle Knights (Nederlands gesproken)
- The Mouse and the Monster (Nederlands ondertiteld)
- Mystic Knights of Tir na Nog (buitenlandse drama, Nederlands ondertiteld)
- NASCAR Racers (Nederlands ondertiteld)
- The New Addams Family (buitenlandse drama, Nederlands ondertiteld)
- Ninja Turtles: The Next Mutation (buitenlandse live-action, Nederlands ondertiteld)
- New Archies (onbekend)
- Oliver Twist (Nederlands gesproken)
- Power Rangers (Nederlands- en Engelstalig, verschilt per seizoen)

Power Rangers: Turbo (Nederlands ondertiteld)
Power Rangers: In Space (Nederlands ondertiteld)
Power Rangers: Lost Galaxy (Nederlands ondertiteld)
Power Rangers: Lightspeed Rescue (Nederlands ondertiteld)
Power Rangers: Time Force (Nederlands ondertiteld)
Power Rangers: Wild Force (Nederlands ondertiteld)
Power Rangers: Ninja Storm (Nederlands ondertiteld)
Power Rangers: Operatie Overdrive
- Princess Sissi (Nederlands gesproken)
- Samurai Pizza Cats (Nederlands ondertiteld)
- Shinzo (Nederlands gesproken)
- Silver Surfer (Nederlands ondertiteld)
- Spider-Man Unlimited (Nederlands ondertiteld)
- Super Big (Super Pig, Nederlands ondertiteld en later Nederlands gesproken)
- Sweet Valley High (buitenlandse drama, Nederlands ondertiteld)
- Teknoman (Nederlands ondertiteld)
- The Avengers: United They Stand[1]
- VR Troopers (buitenlandse drama, Nederlands ondertiteld)
- Walter Melon (Nederlands ondertiteld en later Nederlands gesproken)
- The Why Why Family (Nederlands gesproken)
- Transformers: Robots in Disguise (Nederlands ondertiteld)
- Wunschpunsch (Nederlands gesproken)
- Xyber 9: New Dawn (Nederlands ondertiteld)
- X-Men (1992, Nederlands ondertiteld)

## Nederlandse programma's
- Buiten Spelen (reportageprogramma)
- De Club van Sinterklaas (drama)
- De Karaoke Show met Sita Vermeulen
- Digital Dennis (magazine)
- Ezelsoor (voorleesprogramma met verhalen uit bekende boeken)[2]
- Ernst, Bobbie en de rest (komedieserie)
- Het Feest van Sinterklaas (theatraal popconcert)
- Fox Kids FilmFlits (magazine)
- Fox Kids Hangout (studioprogramma)
- Fox Kids Planet (studioprogramma)
- Fox Kids Planet Live (internationaal popconcert)
- Fox Kids Planet Live Countdown
- Fox Kids TV Team (reportageprogramma)
- Ga voor gezond (Nederlands gesproken)
- Gouwe Ouwe
- Hokus Pokus (magie programma)
- Hotnews.nl (dramaserie)
- Jetix Film Flits (magazine)
- Jetix Max (studioprogramma)
- Jetix Megatalent (talentenjacht)
- Jetix Planet Live (internationaal popconcert)
- Jetix Studio (studioprogramma)
- Jetix Pretpark Challenge
- Jetix Adventure (reportageprogramma)
- Het Kerstjournaal (reportagebulletin gepresenteerd door de Kerstman)
- Kids Top 20 (verhuisd naar Zappelin TROS, studioprogramma)
- The Max (studioprogramma)
- Movie Bits (magazine)
- Nationale Kids TV (spelprogramma)
- Pokémon Flippo Update (studioprogramma)
- Pompy de Robodoll (dramaserie)
- Power Rock (studioprogramma)
- Rangers! (spelprogramma)
- Schudden tot het sneeuwt[3]
- Smarties Pop-Up Show (spelprogramma)
- Smiths 24 Games (reportageprogramma)
- Spetter! (dramaserie)
- Tante Soesa & Sassefras (studioprogramma)
- Tuttels (poppenprogramma)
- Het Verhaal van Sinterklaas
- Wacky Wake-Up (studioprogramma)

## Overige programma's

### A
- Action Man (Nederlands ondertiteld)
- Angela Anaconda (Nederlands gesproken)
- Atomic Betty (Nederlands gesproken)
- Auto's (onbekend)

### B
- Bamboeberen[1]
- Battle B-Daman (Nederlands gesproken) (3 oktober 2005 - 23 december 2007)
- De Bende van Vijf (Nederlands gesproken)
- Beugelbekkie (Braceface, Nederlands gesproken)
- Beverly Hills Teens (Nederlands ondertiteld)
- Beyblade (Nederlands gesproken) (1 februari 2003 - 29 april 2005)
- Big Wolf on Campus (buitenlandse drama, Nederlands ondertiteld)
- Biker Mice from Mars (Nederlands ondertiteld en later Nederlands gesproken)
- Black Hole High (buitenlandse drama, Nederlands ondertiteld)
- Bob de Bouwer (Nederlands gesproken)
- Boo! (Nederlands gesproken)
- Bobo-bo (Nederlands gesproken)

### C
- Caillou (Nederlands gesproken)
- Camera Crack Ups (reportageprogramma)
- Caphunt (reportageprogramma)
- Captain N (Nederlands ondertiteld)
- Carl²[4]
- Caspers Griezelschool (Nederlands gesproken)
- Code Lyoko (Nederlands gesproken)
- Conan The Adventurer (Nederlands ondertiteld)
- Connie De Koe (Nederlands gesproken)
- Captain Flamingo (Nederlands gesproken)

### D
- Daigunder (Nederlands gesproken)
- De Save-Ums! (Nederlands gesproken)
- De Wielen van de Bus (Nederlands gesproken)[5]
- Dennis de Bengel (Dennis the Menace, Nederlands gesproken)[1]
- Dragon Tales (Nederlands gesproken)
- DigiMon Digital Monsters.
- Dino Riders (Nederlands ondertiteld)
- De Drieling (The Triplets, Nederlands gesproken)
- Dungeons & Dragons (Nederlands ondertiteld)

### E
- Eerie, Indiana (buitenlandse drama, Nederlands ondertiteld)
- Eerie, Indiana: The Other Dimension (buitenlandse drama, Nederlands ondertiteld)

### F
- Fantastic Four (Nederlands ondertiteld)
- Franklin (Nederlands gesproken)
- Funky Cops (Nederlands gesproken)

### G
- Griezelig... Maar Waar (Scary... But True, Nederlands gesproken)

### H
- Hamtaro (Nederlands gesproken)
- Harry en zijn emmer vol met dinosaurussen (Nederlands gesproken)
- Heathcliff (Nederlands ondertiteld) (20 augustus 2001 - 31 mei 2002)
- Hello Kitty
- He-Man and the Masters of the Universe ('02, Nederlands gesproken)
- Horseland (Nederlands gesproken)
- Huntik: Secrets & Seekers (Nederlands gesproken)

### I
- Iggy Arbuckle (Nederlands gesproken)
- Incredible Crash Dummies (onbekend)
- The Incredible Hulk ('90, Nederlands ondertiteld)
- It's Your Call (verkiezing/keuzeprogramma - marathon 3 afleveringen)
- Inspector Gadget (Nederlands ondertiteld)
- Iron Man ('90, Nederlands ondertiteld)

### J
- Jackie Chan Adventures (Nederlands gesproken)
- Jacob Dubbel (Jacob Two-Two, Nederlands gesproken)
- Jack & Marcel (geen gesproken taal)[5]
- Jam Hot (live-action)[6]
- Jetix Surprise (onbekend)

### K
- Koala Broertjes (Nederlands gesproken)[5]
- King Arthur and the Knights of Justice (Nederlands ondertiteld)

### L
- Lievelingetje van de leraar (Nederlands gesproken)
- Lazer Patrol (Nederlands ondertiteld)
- Littl' Bits (Nederlands )
- LazyTown (Nederlands gesproken)
- Little Robots (Nederlands gesproken)

### M
- Martin Mystery (Nederlands gesproken)
- Matt's Monsters (Nederlands gesproken)
- M.A.S.K. (Nederlands ondertiteld)
- Medabots (Nederlands gesproken)
- Mega Babies (Nederlands gesproken)
- Megaman NT Warrior (Nederlands gesproken)
- Mini Marathon (marathon 3 afleveringen - willekeurig)
- Michael Valiant: Heroes On Hot Wheels (Nederlands ondertiteld)
- Moville Mysteries (Nederlands gesproken)

### O
- Oggy en de kakkerlakken (Nederlands gesproken)

### P
- Paz (Nederlands gesproken)
- Peep and the Big Wide World (Nederlands gesproken)
- Pecola (Nederlands gesproken)[5]
- Planet Sketch (Nederlands gesproken)
- Pokémon (Nederlands gesproken)
- Poko (Nederlands gesproken)

### R
- The Raccoons (Nederlands ondertiteld)
- Roboroach (Nederlands gesproken)

### S
- Scary... But True (Griezelig... Maar Waar, Nederlands ondertiteld met Nederlandse voice-over)
- Shaman King (Nederlands gesproken)
- Shin chan (Nederlands gesproken)
- Skunk Fu (Nederlands gesproken)
- Sitting Ducks (Nederlands gesproken)
- So Little Time (Nederlands ondertiteld)
- Sonic X (Nederlands gesproken)
- Space Strikers (Nederlands ondertiteld)
- Spider-Man ('90, Nederlands ondertiteld en later Nederlands gesproken, Nederlandse versie 3 afleveringen)
- Spider-Woman (Nederlands ondertiteld)
- Strawberry Shortcake (Nederlands gesproken)
- The Super Mario Bros. Super Show! (Nederlands ondertiteld)
- Symfollies (Nederlands gesproken)

### T
- Teenage Mutant Ninja Turtles ('03, Nederlands gesproken)
- Tiny Planets (Nederlands gesproken)
- Totally Spies! (Nederlands gesproken)
- Total Drama Island (Nederlands gesproken)
- Tractor Tom[5] (Nederlands gesproken)
- Three Little Ghosts (Nederlands ondertiteld)
- Transformers: Animated (Nederlands gesproken)
- Transformers: Cybertron (Nederlands gesproken)
- Transformers: Energon (Nederlands gesproken)
- Troetelbeertjes (Nederlands gesproken)
- Tutenstein (Nederlands gesproken)
- The Twins of Destiny (onbekend)

### U
- Ulysses 31 (Nederlands ondertiteld)
- Urban Vermin (Nederlands gesproken)

### V
- VeggieTales (Nederlands gesproken)
- De Verveelde Heks (The Bored Witch, Nederlands gesproken)

### W
- Will en Dewitt (Nederlands gesproken)
- WordGirl (Nederlands gesproken)
- World of Quest (Nederlands gesproken)

### Y
- Yu-Gi-Oh! (Nederlands gesproken)

### Z
- The Zack Files (buitenlands drama, ondertiteld)[7]